# Catedral de San Francisco de Asís (Sincelejo)
La Catedral San Francisco de Asís, de Sincelejo, es el nombre que recibe una iglesia catedralicia que pertenece a la Iglesia católica  y esta consagrada a San Francisco de Asís. Está localizada en la Plaza Santander de la ciudad de Sincelejo (Colombia), capital del Departamento de Sucre.
La catedral sigue el rito romano o latino y es la sede de la Diócesis de Sincelejo (Dioecesis Sinceleiensis) que fue creada en 1969 mediante la bula "Ad Ecclesiam Christi" del papa Pablo VI.
Esta bajo la responsabilidad pastoral del obispo José Crispiano Clavijo Méndez.